# 後萊茵

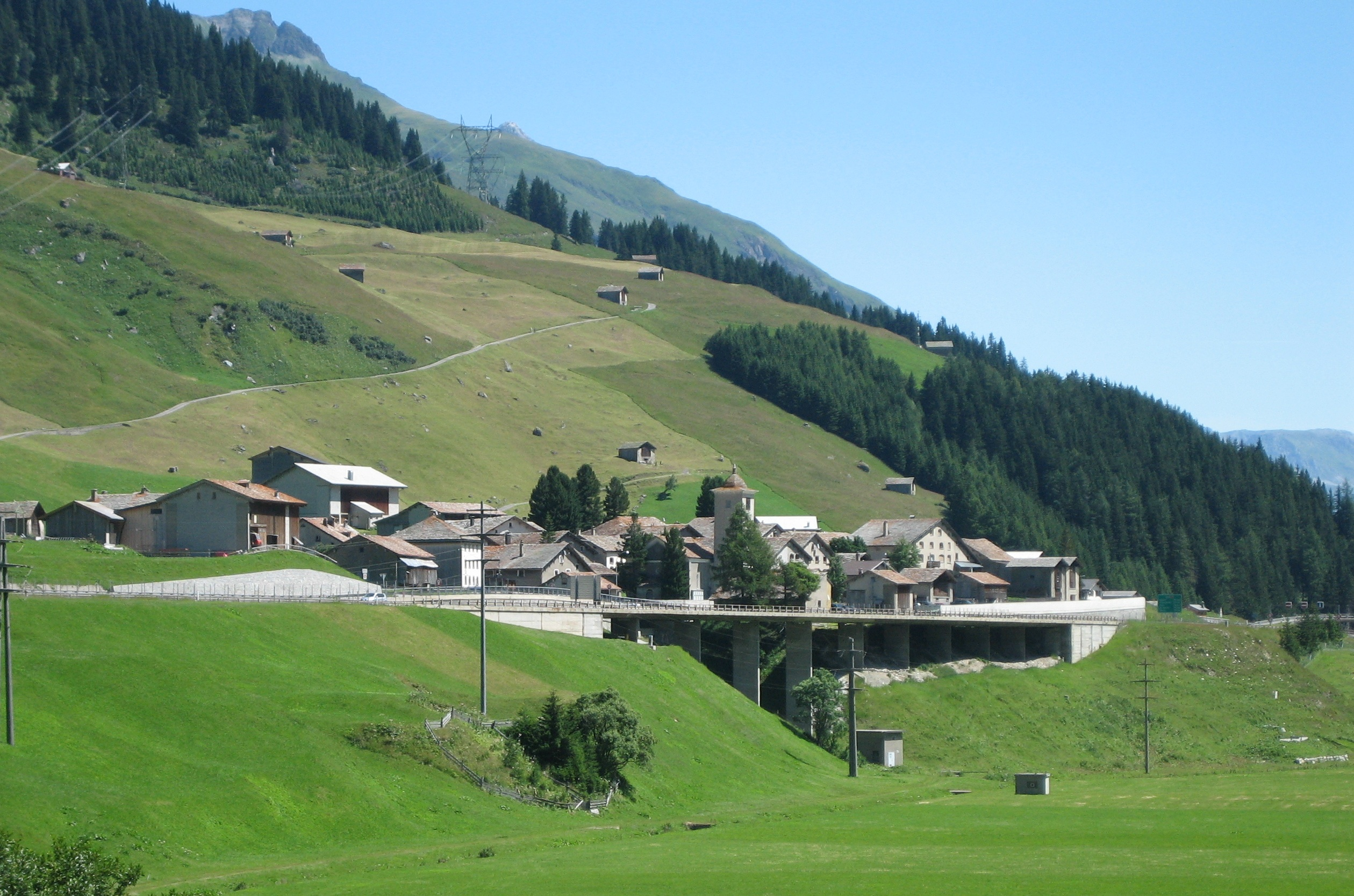

後萊茵（德語：Hinterrhein）是瑞士的城鎮，位於該國東部，由格勞賓登州負責管轄，面積48.3平方公里，海拔高度1,624米，每年平均降雨量1,598毫米，2011年人口65，人口密度每平方公里1人。